# Henryk Suchy
Henryk Suchy (ur. 5 kwietnia 1927 w Mikulczycach, zm. 2 lutego 2025 w Bochum) – polski piłkarz i trener piłkarski.

## Życiorys
Występował na pozycji pomocnika w barwach Szombierki Bytom. W 1949 rozegrał jedno spotkanie w ówczesnej pierwszej lidze, przeciwko Legii Warszawa, w trakcie którego doznał ciężkiej kontuzji, która doprowadziła do zakończenia jego kariery zawodniczej.
Jako trener prowadził juniorów Szombierki Bytom, a w 1963 przejął pierwszą drużynę z którą awansował do pierwszej ligi, a w sezonie 1964/1965 wywalczył wicemistrzostwo Polski. Drużynę Szombierki, trenował do kwietnia 1967 prowadząc ją w 95 meczach w najwyższej lidze. Szombierke prowadził również w rozgrywkach Pucharu Intertoto.
W kolejnych latach był trenerem Piasta Gliwice, Unii Racibórz, Glinrk Gorlice oraz MGKS Mikulczyce–Rokitnica (Sparta Zabrze), z którym w 1972 wywalczył awans do II ligi.